# Rocket Mortgage FieldHouse
Rocket Mortgage FieldHouse je víceúčelová aréna nacházející se v Clevelandu v americkém federálním státu Ohio. Otevření proběhlo v roce 1992. Aréna je domovským stadionem týmu AHL Cleveland Monsters, který je od roku 2015 farmou týmu NHL Columbus Blue Jackets. Své domovské zázemí zde má také tým NBA Cleveland Cavaliers. 